# Arbeitsgemeinschaft katholischer Studentenverbände
Die Arbeitsgemeinschaft katholischer Studentenverbände e. V. (AGV) ist der Zusammenschluss von zurzeit vier katholischen Studentenverbänden in der Bundesrepublik Deutschland und hat seinen Sitz in Berlin.
Die AGV repräsentiert in ihren Mitgliedsverbänden rund 10.000 organisierte katholische Studenten an fast allen Universitäten, Fachhochschulen und Gesamthochschulen in der Bundesrepublik Deutschland.
Die AGV versteht sich als Arbeitsgemeinschaft und nicht als ein Dachverband. Gemäß ihrer Satzung hat die AGV keine Befugnis, in die Angelegenheiten ihrer Mitgliedsverbände oder gar deren Verbindungen einzugreifen.

## Geschichte

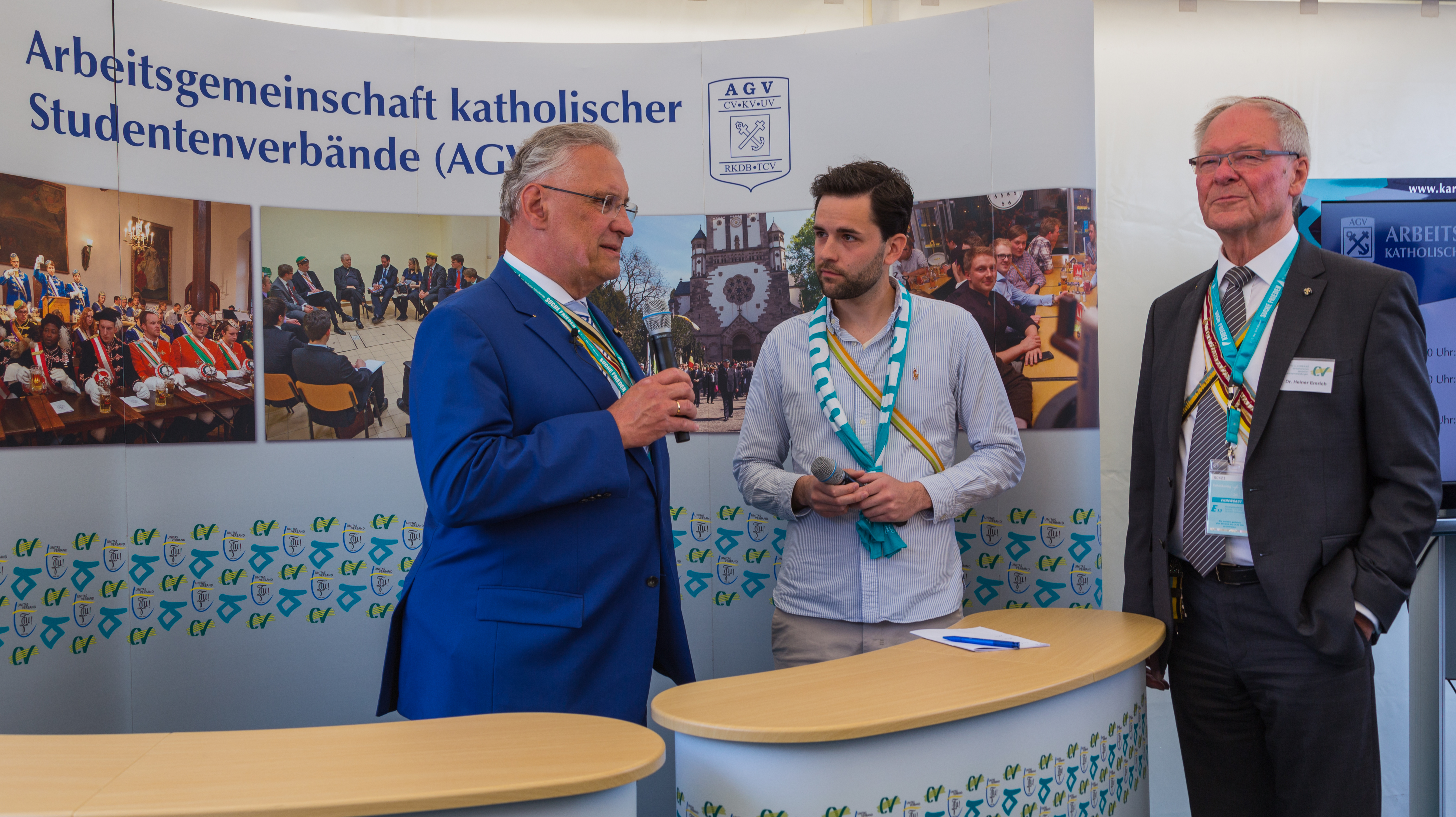
Zelt der Arbeitsgemeinschaft katholischer Studentenverbände beim 101. Deutschen Katholikentag in Münster – hier eine vom damaligen AGV-Vorsitzenden Johannes Winkel (Mitte) moderierte Talkrunde mit dem bayerischen Innenminister Joachim Herrmann (links) und CV-Ratsvorsitzender Heiner Emrich (rechts)

Verschiedene katholische Studentenverbände hatten sich 1926 zu einer Arbeitsgemeinschaft zusammengeschlossen. Ziel war es, gemeinsame Interessen zu bündeln und in der Öffentlichkeit einen einheitlichen Auftritt sicherzustellen. Während der Zeit des NS-Regimes wurde die Arbeitsgemeinschaft katholischer Verbände als staatsfeindliche Organisation verboten; die AGV löste sich sodann selbst auf.
Nach dem Ende des Zweiten Weltkrieges wurde 1947 die „Katholische Deutsche Studenten-Einigung“ (KDSE) gegründet. Man wollte für die katholische deutsche Studentenschaft einen Neubeginn initiieren. Neben der Organisation selbst war Ziel der Bemühungen die Hochschulgemeinden zu fördern und das katholische Studententum breiter zu etablieren. Die KDSE wurde jedoch zu Zeiten der 1968er Jahre aufgelöst.
Am 13. November 1969 schloss man sich zur Arbeitsgemeinschaft katholischer Studentenverbände (AkStV) zusammen. Mit dem Beschluss 1973 der Deutschen Bischofskonferenz wurde die Neuordnung der Präsenz der Kirche im Hochschulbereich angegangen. Man rief zunächst eine „Arbeitsstelle für pastorale Arbeit im Hochschulbereich“ ins Leben. Am 18. Juli 1974 firmierte sich die AkStV in den AGV (Arbeitsgemeinschaft katholischer Studentenverbände) um. Um die innerkirchliche Abgrenzung gegenüber der Arbeitsgemeinschaft katholischer Studenten- und Hochschulgemeinden deutlich zu machen, die AGG (AG Gemeinden) abgekürzt wurde, wurde die eigentlich unpassende Abkürzung AGV (AG Verbände) gewählt.
Seit 2010 ist die AGV als Jugendorganisation Mitglied im Bund der Deutschen Katholischen Jugend; damit nimmt sie beratend an der Willensbildung des BDKJ teil. Die AGV verfügt zudem über einen Vertreter in der Vollversammlung des Zentralkomitee der deutschen Katholiken. Seit März 2024 ist dies der ehemalige Vorsitzende Fabio Crynen.
AGV-Vorsitzende waren unter anderem Stephan Holthoff-Pförtner, Johannes C. Weiss, Michael Güntner, Bernd Schulte und Johannes Winkel.

## Ziele
Die AGV will die Zusammenarbeit der katholischen Studenten und ihrer Verbände zur Förderung und Stärkung des katholischen akademischen Lebens in Deutschland wirkungsvoll und dauerhaft gestalten. Insbesondere strebt die AGV aus christlicher Verantwortung für Kirche, Staat und Gesellschaft an christliche Grundwerte und Belange im akademischen Bereich zu verwirklichen und zu verteidigen, gemeinsame Anliegen katholischer Studenten im öffentlichen Leben zu wahren und zu vertreten und Aufgaben der Kirche durch Mitwirkung im Laienapostolat zu fördern und zu erfüllen.
Die AGV koordiniert, unterstützt und fördert dabei die Vielfalt des Wirkens katholischer Studenten und sucht die Einheit in der Vielfalt nach innen und außen zu verdeutlichen.

## Mitglieder
- Cartellverband der katholischen deutschen Studentenverbindungen (CV)
- Kartellverband katholischer deutscher Studentenvereine (KV)
- Verband der Wissenschaftlichen Katholischen Studentenvereine Unitas (UV)
- Ring Katholischer Deutscher Burschenschaften (RKDB)